# Skandijeve anorganske spojine
Skandij je prehodni element in tvori spojine, ki so naštete na spodnjem seznamu.

## Seznam
- Skandijev(III) bromid-ScBr3,
- Skandijev(III) fluorid-ScF3,
- Skandijev(III) fosfat-ScPO4,
- Skandijev(III) jodid-ScI3,
- Skandijev(III) karbonat-Sc2(CO3)3,
- Skandijev(III) klorid-ScCl3,
- Skandijev(III) nitrat-Sc(NO3)3,
- Skandijev(III) oksid-Sc2O3,
- Skandijev(III) sulfat-Sc2(SO4)3,
- Skandijev(III) sulfid-Sc2S3,